# Horacio Torres
Horacio Torres (Livorno, 26 de julio de 1924 - Nueva York, 24 de febrero de 1976) fue un pintor figurativo contemporáneo hijo del pintor Joaquín Torres-García. Como adolescente participa del Taller Torres García y de la obra que algunos de los alumnos hicieron en los Murales del Hospital Saint Bois. En 1969 se establece en Nueva York, donde se convierte en un importante pintor figurativo monumental. "en mi opinión, hoy en día, Horacio Torres es de los mejores, sino el mejor artista figurativo contemporáneo.."

## Biografía
Fue hijo de Joaquín Torres García y Manolita Piña, nació en Italia y pasó además su infancia en Francia y España. En 1934, su familia se radicó en Montevideo y en 1939 comenzó los estudios con su padre. 
En 1969 se radicó en Estados Unidos donde realizó una amplia actividad artística. Expone con los galeristas Tibor de Nagy y Noah Goldowsky quienes pertenecían a un movimiento emergente de la época.
Algunas de sus obras se encuentran en colecciones privadas a nivel nacional e internacional como en el Museo Nacional de Artes Visuales de Uruguay,  el Museo de Bellas Artes de Boston, Museo Metropolitan, Museo de Bellas artes de Houston, Museo Hirshhorm y Jardín de Esculturas.

## Premios
- Medalla de Oro en el Salón Nacional (1944)[5]